# Třída Baleares
Třída Baleares (též třída F70) byla třída víceúčelových fregat španělského námořnictva, postavených na základě licence americké třídy Knox. Postaveno bylo celkem pět jednotek. Všechny jsou již vyřazeny a nahrazeny moderní třídou Álvaro de Bazán.

## Stavba
Fregaty stavěla v letech 1969–1976 španělská loděnice Bazán ve Ferrolu (nyní Navantia). Jednalo se o pět jednotek pojmenovaných – Baleares, Andalucía, Cataluña, Asturias a Extremadura.
Jednotky třídy Baleares:
| Jméno              | Založení kýlu     | Spuštěna           | Vstup do služby    | Status                     |
| ------------------ | ----------------- | ------------------ | ------------------ | -------------------------- |
| Baleares (F-71)    | 31. října 1968    | 20. srpna 1970     | 24. září 1973      | vyřazena 30. března 2005   |
| Andalucía (F-72)   | 2. července 1969  | 30. března 1971    | 23. května 1974    | vyřazena 15. prosince 2005 |
| Cataluña (F-73)    | 20. srpna 1970    | 3. listopadu 1971  | 16. ledna 1975     | vyřazena 30. června 2004   |
| Asturias (F-74)    | 30. března 1971   | 13. května 1972    | 2. prosince 1975   | vyřazena 30. června 2009   |
| Extremadura (F-75) | 3. listopadu 1971 | 21. listopadu 1972 | 10. listopadu 1976 | vyřazena 15. září 2006     |

## Konstrukce
Třída Baleares se od třídy Knox lišila zejména absencí systému Sea Sparrow a vrtulníku s hangárem, nahrazených jednoduchým vypouštěcím zařízením Mk 22 pro protiletadlové řízené střely Standard SM-1MR. Těch bylo neseno 16 kusů. Další výzbroj tvořil jeden 127mm kanón v dělové věži na přídi, osminásobné vypouštěcí zařízení pro raketová torpéda ASROC, dva 533mm torpédomety a čtyři 324mm torpédomety.
Při modernizacích na přelomu 80. a 90. let byla výzbroj fregat rozšířena o dva dvojnásobné kontejnery protilodních střel Harpoon, dva obranné systémy Meroka a dva 12,7mm kulomety. Naopak 533mm torpédomety byly během služby demontovány. Modernizovány byly též sonar a další elektronika.
Pohonný systém tvoří jedna turbína a dva kotle. Nejvyšší rychlost dosahuje 28 uzlů.